# نازان بکیراوغلو
نازان بکیراوغلو در تاریخ ۳ مه ۱۹۵۷، در ترابزون به دنیا آمد.
پس از آموزش ابتدایی و متوسطه در همان شهر در دانشکده هنر دانشگاه آتاتورک فارغ از گروه زبان و ادبیات ترکی (۱۹۷۹)التحصیل شد. او در سال ۱۹۸۵ به عنوان استاد در قسمت آموزش دانشکده زبان و ادبیات دانشگاه کارادنیز به فعالیت‌های خود ادامه داد. او دکترای خود را با کمک اورهان اوکای در رابطه با بررسی تکنیکی و تخصصی رومان‌ها و داستان‌های خالده ادیب ادوار به پایان رسانید. او سپس با موضوع بررسی اشعار شاعره نگار خانم دانشیاری اش را به پایان رسانیده و در سال ۱۹۹۸ به عضویت هیئت علمی در آموزش و پرورش ترکیه به فعالیت‌های خود ادامه داد. نازان بکیر اوغلو در سال ۲۰۰۱ به پروفسوری نائل گشت. نازان بکیر اغلو از خانواده‌ای اهل ادب و بخصوص دوستدار شعر بود قدم به این دنیا نهاد. پدرش صاحب روزنامه‌ای محلی بنام هدف بوده‌است. او به رومان‌ها و داستان‌های چاپ نشده، اوراق پراکنده شعر، تاریخ و بلاخص تاریخ عثمانی پدرش و از این چیزها علاقه زیادی داشت. او با علاقه و خوب گوش دادن از پدرش یاد گرفته و علاقه خواندن را پدرش بود که در وجودش نهادینه ساخت.

## آثار
- داستان راهبه (داستان، انتشارات درگاه، ۱۹۹۷).
- شاعر نگار خانم (بررسی، انتشارات ارتباطات، ۱۹۹۸).
- ادیب خالده ادوار (نقد؛انتشارات شعله، ۱۹۹۹)
- جوهر بنفش (دادگاه؛ ایادام انتشارات، ۱۹۹۹)
- یوسف و زلیخا (شعر شرقی، انتشارات تیماس، ۲۰۰۰)
- لالهٔ آبی (مقاله، انتشارات ایادام، ۲۰۰۱)
- بنام در بین آتش (رمان، انتشارات تیماس، ۲۰۰۲)
- دروازهٔ جمله (دادرسی، انتشارات تیماس، ۲۰۰۴)
- جواهرات رودخانهٔ شیشه‌ای (داستان، انتشارات تیماس، ۲۰۰۶)